# 黄色工会
黃色工會（英語：Company union）是指與資方妥協或被收買，或是被工賊所控制的工會，常被工人指作假工會。有时亦指資本主義國家中提倡改良主義的工會組織。

## 特征
黃色工會存在於現今不少大企業、大學之中，基本上均為親資方的工會。黃色工會在資方的公開和暗地扶持下，往往能取得大量會員份額，並配合一些小恩小惠給予其下會員，以取得工人支持者。黃色工會一般由公務員、企業或大學的中高層人員擔任理事工作。在重大政策下，黃色工會成為資方緩解勞工不滿情緒的工具，並不時為資方的政策保駕護航。更甚的是，黃色工會會以工人代表自居，採取主動與資方談判、協商，得出來的結果往往出賣了基層勞工的權益。

## 历史
1899年，在法國蒙索莱米讷，一个工廠主收買一部分工人成立了反對罷工的工會。罷工工人砸碎了這個工會的辦公場所的玻璃窗，資方於是臨時用黃紙裱糊，故稱「黃色工會」。
1949年前，中共領導的有政治目的的工會也把純粹經濟目的工會和有中國國民黨背景的工會稱作黃色工會。現在，也有人把有政府背景、支持政府及支持中共的工會稱作黃色工會，例如香港的政府華員會、工聯會、港九勞工社團聯會及澳門工聯。
中國前總理周恩來在《關於黨的六大的研究》中提及：「是組織赤色工會去爭取工人階級大多數呢，還是到黃色工會裡去工作來爭取工人階級大多數呢？」